# Чемпионат России по армспорту 2001
X Чемпионат России по армспорту 2001 года прошёл в Махачкале (Дагестан) 15 — 18 марта.

## Медалисты

### Мужчины
| Категория    | Золото                               | Серебро                                                     | Бронза                                                     |
| ------------ | ------------------------------------ | ----------------------------------------------------------- | ---------------------------------------------------------- |
| до 55 кг     | Тагир Магомедов · Дагестан           | Александр Соколов · Санкт-Петербург                         | Анатолий Спасенников · Тюменская область                   |
| до 60 кг     | Рабадан Рабаданов · Дагестан         | Сергей Никитченко · Северная Осетия                         | Махмутбий Хасанов · Карачаево-Черкесия                     |
| до 65 кг     | Рамидин Казимагомедов · Дагестан     | Расул Байчоров · Карачаево-Черкесия                         | Темурлан Чагилов · Карачаево-Черкесия                      |
| до 70 кг     | Таймураз Цахилов · Северная Осетия   | Сергей Писарьков · Ханты-Мансийский автономный округ — Югра | Николай Григорьев · Санкт-Петербург                        |
| до 75 кг     | Бондо Хубулов · Северная Осетия      | Юсуф Байрамуков · Карачаево-Черкесия                        | Максим Максимов · Ханты-Мансийский автономный округ — Югра |
| до 80 кг     | Шурумбий Казиев · Карачаево-Черкесия | Казбек Беченов · Северная Осетия                            | Андрей Круглов · Санкт-Петербург                           |
| до 85 кг     | Валерий Костанов · Северная Осетия   | Расул Магомедаминов · Дагестан                              | Ильяс Сарыев · Карачаево-Черкесия                          |
| до 90 кг     | Георгий Каркузаев · Северная Осетия  | Аслан Козаев · Северная Осетия                              | Тарас Руденко · Красноярский край                          |
| до 100 кг    | Ибрагим Ибрагимов · Дагестан         | Омар Гаглоев · Северная Осетия                              | Расул Чотчаев · Карачаево-Черкесия                         |
| до 110 кг    | Сослан Кудзиев · Северная Осетия     | Сурен Арзуманов · Дагестан                                  | Андрей Антонов · Москва                                    |
| свыше 110 кг | Анатолий Скодтаев · Северная Осетия  | Магомедрасул Хизриев · Дагестан                             | Шухрат Шихметов · Дагестан                                 |

### Женщины
| Категория   | Золото                                  | Серебро                               | Бронза                                  |
| ----------- | --------------------------------------- | ------------------------------------- | --------------------------------------- |
| до 50 кг    | Татьяна Онуфриева · Костромская область | Марина Павлова · Татарстан            | Елена Шубина · Свердловская область     |
| до 55 кг    | Валина Багаева · Северная Осетия        | Энже Хамидуллина · Татарстан          | Валентина Цгоева · Северная Осетия      |
| до 60 кг    | Полина Рева · Татарстан                 | Елена Кочиева · Северная Осетия       | Инга Санакоева · Северная Осетия        |
| до 65 кг    | Залина Дзидзоева · Северная Осетия      | Ольга Федотова · Свердловская область | Залина Гарданова · Северная Осетия      |
| до 70 кг    | Регина Еналдиева · Северная Осетия      | Анастасия Львова · Бурятия            | Гюльмира Фетилаева · Дагестан           |
| до 80 кг    | Ирина Скаева · Северная Осетия          | Альбина Гусалова · Северная Осетия    | Светлана Тихонова · Челябинская область |
| свыше 80 кг | Вика Габагкова · Татарстан              | Зарина Бзарова · Северная Осетия      | Марина Булатова · Свердловская область  |

## Командный зачёт
1. Северная Осетия — 680 очков;
2. Дагестан — 354 очка;
3. Карачаево-Черкесия — 197 очков;
4. Татарстан — 197 очков;
5. Костромская область — 97 очков;
6. Санкт-Петербург — 90 очков;
7. Красноярский край — 67 очков;
8. Ханты-Мансийский автономный округ — Югра — 60 очков;